# Liste der Botschafter der Vereinigten Staaten in Benin
Die Liste der Botschafter der Vereinigten Staaten in Benin bietet einen Überblick über die Leiter der US-amerikanischen diplomatischen Vertretung in Dahomey beziehungsweise seit dem Namenswechsel 1975 im Benin.

## Botschafter
| Amtszeit  | Name                                   | Anmerkung |
| --------- | -------------------------------------- | --------- |
| 1960–1961 | Robert Borden Reams                    |           |
| 1961–1964 | Robinson McIlvaine                     |           |
| 1964–1969 | Clinton E. Knox                        |           |
| 1969–1971 | Matthew J. Looram, Jr.                 |           |
| 1972–1974 | Robert Anderson                        |           |
| 1974–1976 | James B. Engle                         |           |
| 1976–1978 | W. Kenneth Thompson, Chargé d’affaires |           |
| 1978–1980 | John S. Davidson, Chargé d’affaires    |           |
| 1980–1982 | James R. Bullington, Chargé d’affaires |           |
| 1982–1983 | Charles H. Twining, Chargé d’affaires  |           |
| 1983–1986 | George Moose                           |           |
| 1986–1989 | Walter Edward Stadtler                 |           |
| 1989–1992 | Harriet Winsar Isom                    |           |
| 1992–1995 | Ruth A. Davis                          |           |
| 1995–1998 | John M. Yates                          |           |
| 1998–2000 | Robert C. Felder                       |           |
| 2000–2002 | Pamela E. Bridgewater                  |           |
| 2003–2006 | Wayne E. Neill                         |           |
| 2006–2009 | Gayleatha B. Brown                     |           |
| 2009–2012 | James Knight                           |           |
| 2012–2015 | Michael A. Raynor                      |           |
| 2015–2018 | Lucy Tamlyn                            |           |
| 2019–2022 | Patricia Mahoney                       |           |
| 2022      | Brian W. Shukan                        |           |

## Weblink
- Internetseite der US-Botschaft im Benin